# Zooplus

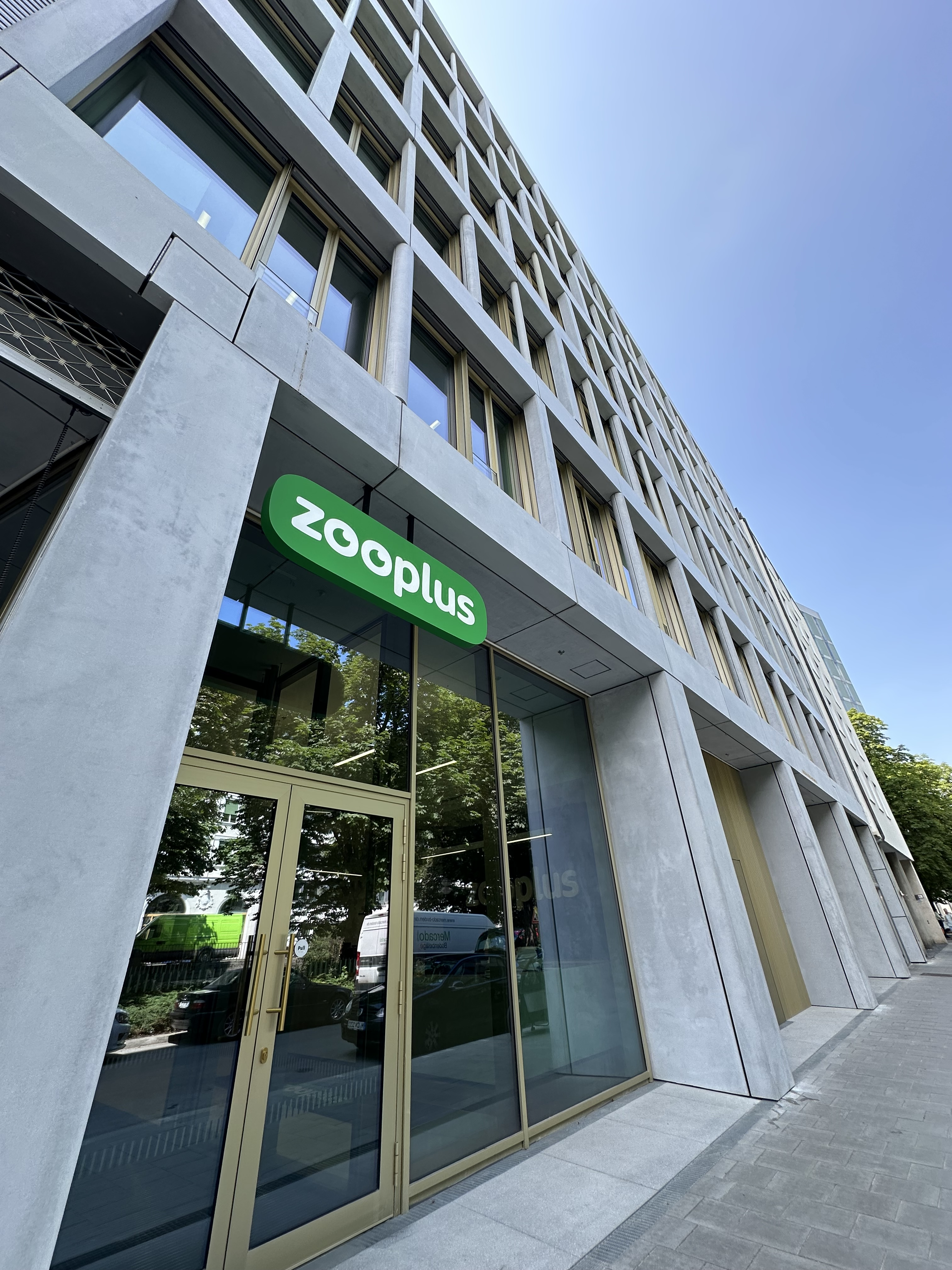
Außenansicht Standort München

Die Zooplus SE (Eigenschreibweise und Markenname zooplus) ist ein deutscher Betreiber einer Internethandelsplattform für Haustierbedarf.
Die Zooplus SE erzielte im Jahr 2023 ein Gesamtergebnis von 2,678 Milliarden Euro. Das Sortiment umfasst mit Stand 2023 in etwa 15.000 Artikel. Die Gesellschaft ist Stand 2025 in 30 Ländern aktiv, darunter in Deutschland, Österreich, der Schweiz, dem Vereinigten Königreich, Frankreich, Italien, Spanien, Polen und den Niederlanden.

## Geschichte

### Unternehmensgeschichte
Die Zooplus AG wurde am 28. Juni 1999 von Roland Honekamp, Cornelius Patt, Sven Rittau, Florian Seubert und Philipp Freiherr von Wilmowsky gegründet. Der Medienkonzern Hubert Burda Media beteiligte sich finanziell an der Gründung und war jahrelang der größte Anteilseigner von Zooplus. Gegründet wurde das Unternehmen, um in dem Ende der 1990er-Jahre wachsenden Internethandel auch Haustierbedarf anzubieten. Es folgten verschiedene Finanzierungsrunden im zweistelligen D-Mark-Millionenbereich, wobei es teilweise durch die Dotcom-Blase im Jahr 2000 erschwert wurde, Investoren zu finden.
2002 war der Kundenstamm des Unternehmens auf 160.000 Kunden angewachsen, der Bestellungswert lag bei 13 Millionen Euro und damit 40 % über dem Vorjahreswert. Im Jahr 2007 zählte das Unternehmen 40 Mitarbeitende.
Neben dem Börsengang im Mai 2008 fand im selben Jahr eine Verlegung des juristischen Sitzes von Unterföhring in das nahegelegene München statt. Zum 31. Dezember 2008 beschäftigte das Unternehmen 79 Mitarbeitende und erzielte einen Umsatz in Höhe von 80,34 Millionen Euro. Zum 31. Dezember 2009 erhöhte sich die Mitarbeiterzahl auf 108. Im selben Zeitraum stieg der Umsatz um mehr als 60 % auf 127,71 Millionen Euro.
2012 wurde Zooplus mit einem Marktanteil von rund 10 % der zweitgrößte Tierfutterhändler Deutschlands hinter Fressnapf, wobei Zooplus im Online-Handel höhere Umsätze als Fressnapf erzielt (Stand 2024). In den 2010er-Jahren expandierte Zooplus verstärkt außerhalb Deutschlands und erreichte dabei oft zweistellige Wachstumsraten pro Jahr. 2017 überstieg der Umsatz von Zooplus erstmals die Marke von einer Milliarde Euro.
In der COVID-19-Pandemie Anfang der 2020er-Jahre profitierte Zooplus von einer starken Nachfrage im Online-Handel, da viele Ladengeschäfte im stationären Einzelhandel geschlossen blieben und da Kunden diese aus Sorge vor Ansteckung mieden. So wurde im ersten Halbjahr des Jahres 2020 ein Überschuss von rund 7,8 Millionen Euro erwirtschaftet. Außerdem wuchs während der Pandemie die Zahl der Haustierhalter, was sich auf das Geschäft von Tierfutterhändlern allgemein positiv auswirkte. Im Februar 2021 entschied sich die Online-Plattform, aus Sicht des Tierschutzes kritisches Haustierzubehör für alle Länder aus ihrem Sortiment zu nehmen.
Am 13. August 2021 schlossen die Zorro Bidco S.à r.l. und die Zooplus AG eine Investorenvereinbarung für eine strategische Partnerschaft. Ziel war es, die Marktstellung von Zooplus als Online-Plattform für Haustierbedarf in Europa zu stärken. Die Firma Zorro Bidco wird durch von Hellman & Friedman LLC beratene Fonds kontrolliert. Gleichzeitig gab Zorro Bidco ein freiwilliges Übernahmeangebot von 390 Euro je Aktie ab. Der Aktienkurs stieg daraufhin um über 40 % auf 392,80 Euro. In der Folge entstand ein Übernahmekampf mehrerer Unternehmen um Zooplus, vor dem Hintergrund eines zu diesem Zeitpunkt wachsenden Marktes für Tierfutter. Anfang Oktober 2021 überbot Pet Bidco (indirekt von EQT Private Equity gehalten) das Angebot, worauf Hellman & Friedman nachzog. Schließlich schlossen sich beide Bieter zusammen und boten 480 Euro pro Aktie. Mehr als 50 % der Anteile wurden übernommen. Mit Hellman & Friedman schloss Zooplus im Rahmen der Übernahme eine Abmachung über langfristige strategische Ziele des Unternehmens ab.
Anfang November 2022 wurde der Franzose Geoffroy Lefebvre als neuer Vorstandsvorsitzender bestellt. Er folgte auf Unternehmensgründer Cornelius Patt, der diese Funktion seit 2006 innehatte. Dabei wurden in der Folge eine größere Produktauswahl, ein Loyalitätsprogramm, eine überarbeitete App sowie ein neues Abomodell eingeführt. 2024 teilte Zooplus mit, einen eignen Internet-Marktplatz für Haustierbedarf zu gründen. Ende November 2024 kam es zu einer Veränderung im Vorstand; Lefebvre verließ das Unternehmen, während Finanzvorstand Steffen Schüller kommissarisch den Vorstandsvorsitz übernahm.
Im Februar 2025 zog das Unternehmen in ein neues Bürogebäude innerhalb Münchens um und verlagerte seinen Firmensitz in die Herzog-Wilhelm-Straße.

### Börsengeschichte
Die Aktie des Unternehmens wurde am 9. Mai 2008 ohne Ausgabe neuer Aktien im Segment Entry Standard der Frankfurter Wertpapierbörse gelistet („Cold IPO“) und später in den Entry Standard Index aufgenommen. Am 22. Oktober 2009 erfolgte ein Wechsel in den Prime Standard. 2011 erhöhte Burda Media seinen Anteil an Zooplus auf 50,04 % und wurde dadurch Mehrheitseigner von Zooplus. Ab 2015 verkaufte Burda sukzessive seine Anteile an dem Unternehmen.
Die Aktie von Zooplus entwickelte sich laut Cornelius Welp in Die Welt lange „solide, aber unauffällig“, bevor sie mit dem verstärkten Online-Handel während der COVID-19-Pandemie einen „beispiellosen Höhenflug“ erlebt habe. Zooplus war über viele Jahre hinweg im SDAX gelistet, ab dem 20. September 2021 schließlich im MDAX. Infolge der Unternehmensübernahme wurde die Aktie zum 20. Dezember 2021 aus dem MDAX genommen (Delisting). Im Dezember 2021 unterbreiteten die neuen Firmeninhaber ein Delisting-Angebot an die verbliebenen Aktionäre, das alle Aktionäre annahmen. Seit Januar 2022 ist die Aktie nicht mehr börsennotiert.

## Unternehmensstruktur
Stand 2025 sind die Unternehmen Hellman & Friedman und EQT Eigentümer von Zooplus. Geleitet wird das Unternehmen von einem Vorstand und einem Aufsichtsrat. Die Gesellschaftsform wurde am 23. Februar 2022 von einer Aktiengesellschaft (AG) in eine Europäische Aktiengesellschaft (SE) geändert.
Im Jahr 2022 machte das Unternehmen einen Umsatz von 2,39 Milliarden Euro und beschäftigte über 1100 Mitarbeitende. Zooplus hat seinen Firmensitz in München und unterhält daneben weitere Standorte in Madrid und Krakau. Das Unternehmen betreibt verschiedene Logistiklager, 2023 wurden Lager im tschechischen Bor und in Ungarn nahe Budapest eröffnet.

## Produkte und Dienstleistungen
Zooplus bietet als reiner Online-Händler sowohl Tierfutter als auch Tierzubehör auf seiner Plattform an. Das Sortiment umfasste Stand 2023 rund 15.000 unterschiedliche Artikel.
Neben den Marken anderer Hersteller führt Zooplus auch eigene Marken wie „Briantos“, „Cosma“, „Purizon“, „Smilla“ und „Wolf of Wilderness“ im Sortiment. Nach Cornelius Welp in Die Welt werden für die Sortimentsgestaltung die spezifischen Anforderungen nationaler Märkte berücksichtigt. Für Spanien beispielsweise werden kleinere Hundefutterpackungen produziert und verkauft, weil dort der Trend zur Haltung kleinerer Hunderassen geht.
Zooplus belegte im Jahr 2021 mit einem Umsatz von 446,8 Mio. Euro Platz 24 der Liste der umsatzstärksten B2C-Onlineshops in Deutschland. Im Bereich Haustierbedarf war das Unternehmen zu diesem Zeitpunkt damit der größte Online-Händler.

## Auszeichnungen
2017 wurde Zooplus in der Studie „Erfolgsfaktoren im E-Commerce“ des Institutes für Handelsforschung aus Köln unter 79 teilnehmenden Online-Shops auf den ersten Platz gewählt. Über 8000 Kunden bewerteten für die Studie Online-Shops in den sechs Kategorien Nutzbarkeit der Website, Sortiment, Preis-Leistungs-Verhältnis, Service, Bezahlung und Lieferung. 2025 wurde Zooplus beim Deutsche App Award vom Deutschen Institut für Service-Qualität und n-tv im Bereich Shopping-Apps Tierbedarf ausgezeichnet.